# Alford (Massachusetts)
Pour les articles homonymes, voir Alford.
Alford est une ville du Comté de Berkshire au Massachusetts, fondée en 1740.
Sa population était de 494 habitants en 2010.

## Alcool
La municipalité est un Dry county.

## Personnalité
- Teng-Hiok Chiu (1903-1972), peintre chinois, y est mort.